# Booneacris alticola
Booneacris alticola är en insektsart som beskrevs av Rehn, J.A.G. och Barbara Rae Randell 1962. Booneacris alticola ingår i släktet Booneacris och familjen gräshoppor. Inga underarter finns listade i Catalogue of Life.